# Sambische Fußballnationalmannschaft der Frauen/Olympische Spiele
Der Artikel beinhaltet eine ausführliche Darstellung der sambischen Fußballnationalmannschaft der Frauen bei den Olympischen Sommerspielen. Sambia konnte sich erstmals für die Olympischen Spiele 2020 qualifizieren.

## Die Nationalmannschaft bei den Olympischen Spielen

### Übersicht
| Olympische Spiele in | Teilnahme bis …    | Gegner                        | Ergebnis | Trainer/in  | Bemerkungen und Besonderheiten |
| -------------------- | ------------------ | ----------------------------- | -------- | ----------- | --- |
| Atlanta 1996         | nicht qualifiziert |                               | –        |             | Da Sambia im Viertelfinale der Afrikameisterschaft 1995 ausschied, die als Qualifikation für die WM 1995 galt, konnte sich Sambia nicht qualifizieren.                                 |
| Sydney 2000          | nicht qualifiziert |                               |          |             | Da Sambia nicht an der Qualifikation für die Afrikameisterschaft 1998 teilnahm und sich damit nicht für die WM 1999 qualifizieren konnte, bestand keine Möglichkeit zur Qualifikation. |
| Athen 2004           | nicht teilgenommen |                               |          |             | |
| Peking 2008          | nicht teilgenommen |                               |          |             | |
| London 2012          | nicht qualifiziert |                               |          |             | In der Qualifikation in der zweiten Runde an Südafrika gescheitert. |
| Rio de Janeiro 2016  | nicht qualifiziert |                               |          |             | In der Qualifikation in der zweiten Runde aufgrund der Auswärtstorregel an Simbabwe gescheitert.                                                                                       |
| Tokio 2020           | Vorrunde           | Niederlande, Brasilien, China |          | Bruce Mwape | In der Qualifikation in der letzten Runde aufgrund der Auswärtstorregel gegen Kamerun durchgesetzt.                                                                                    |
| Paris 2024           | Vorrunde           | USA, Australien, Deutschland  |          | Bruce Mwape | In der Qualifikation in der letzten Runde gegen Marokko durchgesetzt. |

## Die Turniere

### Olympia 1996 in Atlanta
Für das erste olympische Fußballturnier der Frauen waren neben Gastgeber USA nur die weiteren sieben besten Mannschaften der WM 1995 bzw. Brasilien für die nicht startberechtigten Engländerinnen qualifiziert. Da Sambia im Viertelfinale der Afrikameisterschaft 1995 mit 2:5 und 3:6 gegen Südafrika verlor und damit die WM verpasste, konnte sich die Mannschaft auch nicht für die Olympischen Spiele qualifizieren.

### Olympia 2000 in Sydney
Vier Jahre später verzichtete Sambia auf die Teilnahme an der Qualifikation für die Afrikameisterschaft, die als Qualifikation für die WM 1999 diente, bei der sich die sieben besten Mannschaften für das olympische Fußballturnier qualifizieren konnten.

### Olympia 2004 in Athen
Für das dritte olympische Frauenfußballturnier wurden den Kontinentalverbänden Startplätze zugeteilt, die diese in speziellen Qualifikationen verteilten. Sambia nahm aber nicht an der afrikanischen Qualifikation teil.

### Olympia 2008 in Peking
Vier Jahre später verzichtete Sambia wieder auf die Teilnahme an der Qualifikation.

### Olympia 2012 in London
Die Teilnahme am Turnier in London misslang in der zweiten Runde der Afrikaqualifikation durch zwei Niederlagen (1:2 und 0:3) gegen Südafrika.

### Olympia 2016 in Rio de Janeiro
Für das Turnier in Rio de Janeiro konnte sich Sambia wieder nicht qualifizieren. Bei einem wieder über vier Runden laufenden Turnier hatten sie ein Freilos in der ersten Runde. In der zweiten Runde trafen sie auf Simbabwe. Nach einem 2:1-Heimsieg verloren sie das Rückspiel mit 0:1 und schieden aufgrund der Auswärtstorregel aus.

### Olympia 2020 in Tokio
In der Qualifikation für Tokio sollten sie in der ersten Runde gegen Angola antreten. Da Angola zurückzog erreichten sie kampflos die zweite Runde. In dieser trafen sie wie vier Jahre zuvor auf Simbabwe. Nach einem 5:0-Heimsieg trat die Mannschaft von Simbabwe wegen ausgebliebener Zahlungen zum Rückspiel nicht an. Sambia wurde daher zum Sieger erklärt. In der dritten Runde war Botswana der Gegner. Sambia gewann das Heimspiel mit 1:0 und das Rückspiel mit 2:0. In der vierten Runde trafen sie auf Kenia. Nach einem 2:2 im Auswärtsspiel reichte ein 1:0-Heimsieg zum Weiterkommen. In der fünften und letzten Runde trafen sie auf Kamerun. Nach einer 2:3-Auswärtsniederlage gewannen sie das Rückspiel mit 2:1 und hatten diesmal die Auswärtstorregel auf ihrer Seite. Die Frauen aus Sambia qualifizierten sich damit erstmals für ein interkontinentales Turnier, Kamerun hatte zwar noch die Möglichkeit, sich in interkontinentalen Playoffs gegen Chile zu qualifizieren, was aber nicht gelang. In Japan trafen die sambischen Olympianeulige auf Südamerikameister Brasilien, Europameister Niederlande und China. Gegen die drei Mannschaften hatte Sambia zuvor noch nicht gespielt. Im ersten Spiel gegen die Niederländerinnen konnte Barbra Banda zwar drei Tore erzielen, sie mussten aber Lehrgeld zahlen und verloren mit 3:10. Gegen China konnte Banda erneut drei Tore erzielen, es reichte aber nur zu einem 4:4, zu dem die Chinesin Wang Shuang alle vier Tore ihrer Mannschaft beisteuerte. Mit einer 0:1-Niederlage gegen Brasilien verabschiedeten sich die Sambierinnen achtbar als Gruppendritter aus dem Turnier.

### Olympia 2024 in Paris
In der Qualifikation für Paris war Sambia aufgrund des Erreichen des Viertelfinales beim Afrika-Cup der Frauen 2022 für die zweite Runde qualifiziert. In dieser sollten sie gegen Mali spielen, das aber zurückzog. So wurde auch die dritte Runde kampflos erreicht. In dieser mussten sie zuerst in Ghana antreten und gewannen mit 1:0, so dass ein 3:3 im Rückspiel reichte, um die vierte Runde zu erreichen. Hier hatten sie zuerst Heimrecht und verloren mit 1:2 gegen Marokko. Im Rückspiel in Marokko konnte Barbara Banda zunächst in der 39. Minute das 1:0 für ihre Mannschaft erzielen und in der Verlängerung per Elfmeter das Ticket für die Olympischen Spiele sichern. Dort trafen sie im ersten Spiel auf Rekordolympiasieger USA. Dieses Spiel endete mit einer 0:3-Niederlage. Gegen Australien kam es zu einem spektakulären 5:6, bei dem eine 5:2-Führung nicht gehalten werden konnte. Banda erzielte dabei zum dritten Mal bei Olympia drei Tore. Das Ausscheiden in der Gruppenphase wurde schließlich durch eine 1:4-Niederlage gegen Deutschland besiegelt, bei dem Banda ihr 10. Olympia-Tor gelang, wodurch sie zusammen mit drei anderen Spielerinnen auf dem vierten Platz der besten Torschützinnen liegt.

## Spiele
| Nr. | Datum      | Ergebnis | Gegner              | A/H/* | Austragungsort      | Anlass   | Bemerkung                          |
| --- | ---------- | -------- | ------------------- | ----- | ------------------- | -------- | ---------------------------------- |
| 1   | 21.07.2021 | 3:10     | Niederlande         | *     | Rifu (JPN)          | Vorrunde | Erstes Spiel gegen die Niederlande |
| 2   | 24.07.2021 | 4:4      | Volksrepublik China | *     | Rifu (JPN)          | Vorrunde | Erstes Spiel gegen China           |
| 3   | 27.07.2021 | 0:1      | Brasilien           | *     | Saitama (JPN)       | Vorrunde | Erstes Spiel gegen Brasilien       |
| 4   | 25.07.2024 | 0:3      | Vereinigte Staaten  | *     | Nizza (FRA)         | Vorrunde | Erstes Spiel gegen die USA         |
| 5   | 28.07.2024 | 5:6      | Australien          | *     | Nizza (FRA)         | Vorrunde | Erstes Spiel gegen Australien      |
| 6   | 31.07.2024 | 1:4      | Deutschland         | *     | Saint-Étienne (FRA) | Vorrunde |                                    |